# Dayyana González
Dayyana Alejandra González Araya (Tocopilla, 31 de octubre de 1987) es una profesora de historia y geografía, activista feminista y política chilena, conocida por haberse desempeñado como miembro de la Convención Constitucional en representación del distrito n° 3 de la región de Antofagasta, desde julio de 2021 hasta julio de 2022.

## Familia y estudios
Nació y creció en un barrio del Pasaje Esmeralda de la comuna de Tocopilla, hija de Héctor Avelino González Esquivel y de Marianella de Lourdes Araya Urízar. Realizó los estudios primarios en la Escuela Municipal N° 3 Pablo Neruda y los secundarios en el Liceo B-2 Domingo Latrille. Luego realizó la enseñanza superior en la Universidad de Tarapacá, egresando de profesora en historia y geografía. Se desempeñó laboralmente como docente en el sistema escolar.

## Trayectoria política
Políticamente independiente, forma parte de la Unión de Mujeres Kori Tocopilla y de la Asamblea Popular Tocopilla.
En las elecciones del 15 y 16 de mayo de 2021 se presentó como candidata a convencional constituyente por el distrito n° 3, Región de Antofagasta, en calidad de independiente, pero como parte del pacto «La Lista del Pueblo». Obtuvo 10.245 votos correspondientes a un 6,59% % del total de sufragios válidamente emitidos, resultando electa. En el proceso de discusión de los Reglamentos de la Convención participó en la Comisión de Participación Popular y Equidad Territorial. Posteriormente, se incorporó a la Comisión Temática de Derechos Fundamentales. Asimismo, integra la Comisión de Participación Popular.